# Casa de Guise
Casa de Guise ou Casa de Guisa (pronunciada "Güise"; em alemão, Wiese) foi uma poderosa família ducal católica francesa com muita influência ao longo do século XVI. Assim, os Guise estão implicados na formação da Liga Católica (conhecida como Santa Liga) e tiveram participação direta em várias guerras religiosas na França, sobretudo ao influenciar o rei Carlos IX de França e Catarina de Médicis no massacre da noite de São Bartolomeu. Sob o domínio da Casa de Guise foi fundado o Principado de Joinville, em 1551.
A Casa de Guise foi fundada como um ramo colateral da Casa de Lorena por Cláudio de Lorena (1496-1550), que recebeu o título de Duque de Guise pelas mãos de Francisco I de França. A filha de Cláudio, Maria de Guise (1515-1560), casou-se com o rei Jaime V da Escócia e foi mãe da rainha Maria Stuart.

## Ramo inglês
A linha principal da casa extinguiu-se em 1688, mas persistiu em ramificações, como pelos monarcas ingleses, descendentes da Casa de Stuart.

## Ramo francês
A Casa de Guise também foi, na França, uma família tradicionalmente católica. Quando Henrique I de Guise opôs-se ao calvinismo na França, o seu assassinato causou ataques católicos sobre os huguenotes franceses e sua cultura.